# Auk Oil Field
Auk Oil Field är ett oljefält i Storbritannien. Det ligger i Nordsjön, 600 km norr om huvudstaden London.